# Trichotanypus mariae
Trichotanypus mariae är en tvåvingeart som beskrevs av Wirth och James E. Sublette 1970. Trichotanypus mariae ingår i släktet Trichotanypus och familjen fjädermyggor.
Artens utbredningsområde är Alaska. Enligt den finländska rödlistan är arten sårbar i Finland. Arten har ej påträffats i Sverige. Artens livsmiljö är källmiljöer. Inga underarter finns listade i Catalogue of Life.